# Alcâmenes (escultor)
Alcâmenes (Aλκαμένης) foi um escultor grego e aluno de Fídias, nascido em Atenas o Lemnos e ativo na segunda metade do século V a.C.. De sua obra restaram apenas algumas poucas cópias romanas.
Tornou-se famoso pelo acabamento refinado de suas obras, das quais um Hefesto e uma Afrodite estavam entre as mais importantes. Pausânias relata que ele foi autor também dos pedimentos do templo de Zeus em Olímpia, mas pelo estilo e data isso parece ser uma impossibilidade. O mesmo autor refere que em um santuário de Ares em Atenas, localizado no Cerâmico e próximo a uma estátua de Demóstenes, havia duas imagens de Afrodite e uma de Ares, feitas por Alcâmenes; provavelmente o Ares Borghese é uma cópia romana, mas a atribuição também não é segura. Foi descoberta em 1903 uma cabeça do Hermes Propileu, mas seu estilo um tanto convencional não mostra muito da originalidade do artista. Também participou da decoração do Partenon, sob orientação de Fídias, o único que, na apreciação dos seus contemporâneos, lhe era superior em habilidade.